# Niethen

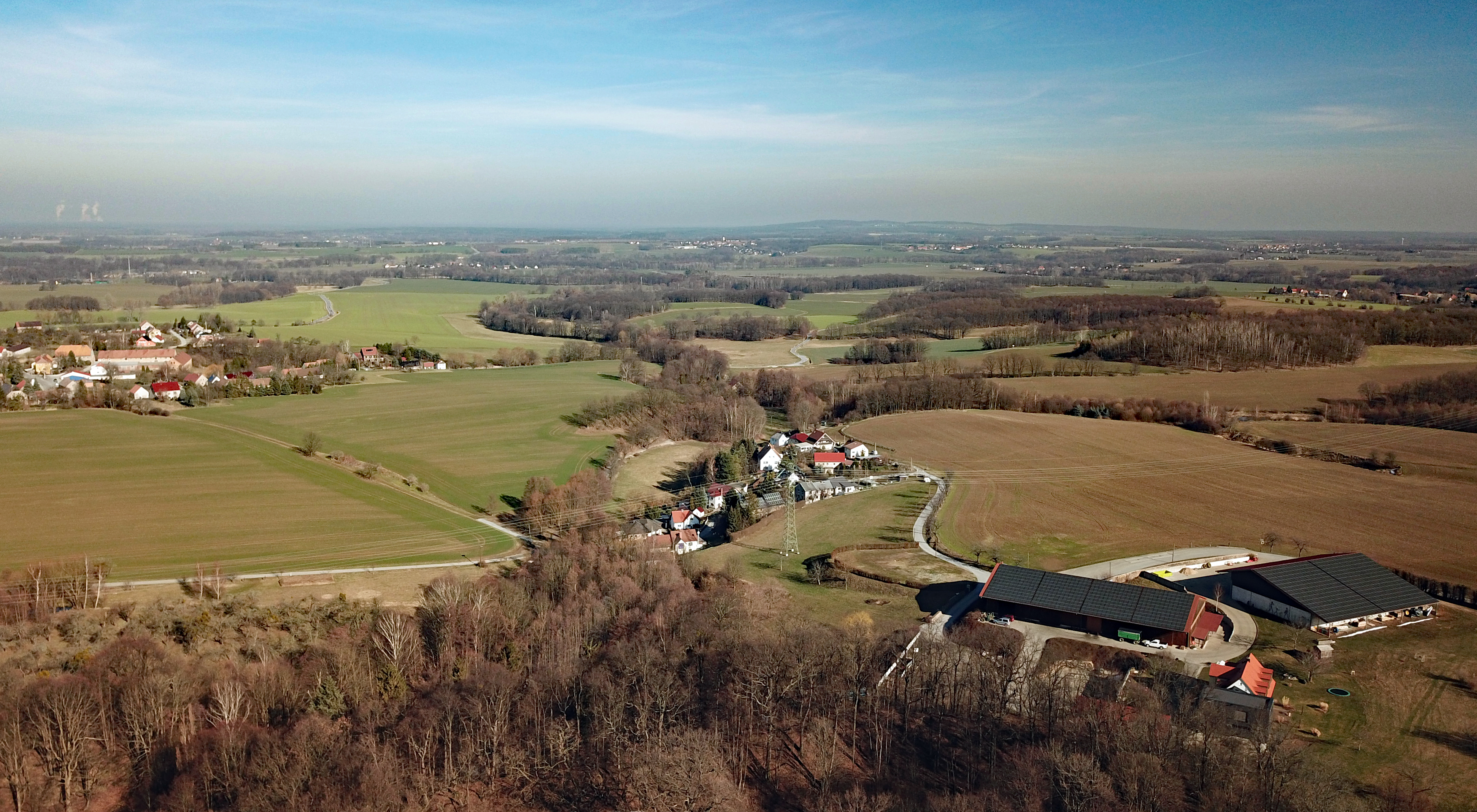
Luftbild

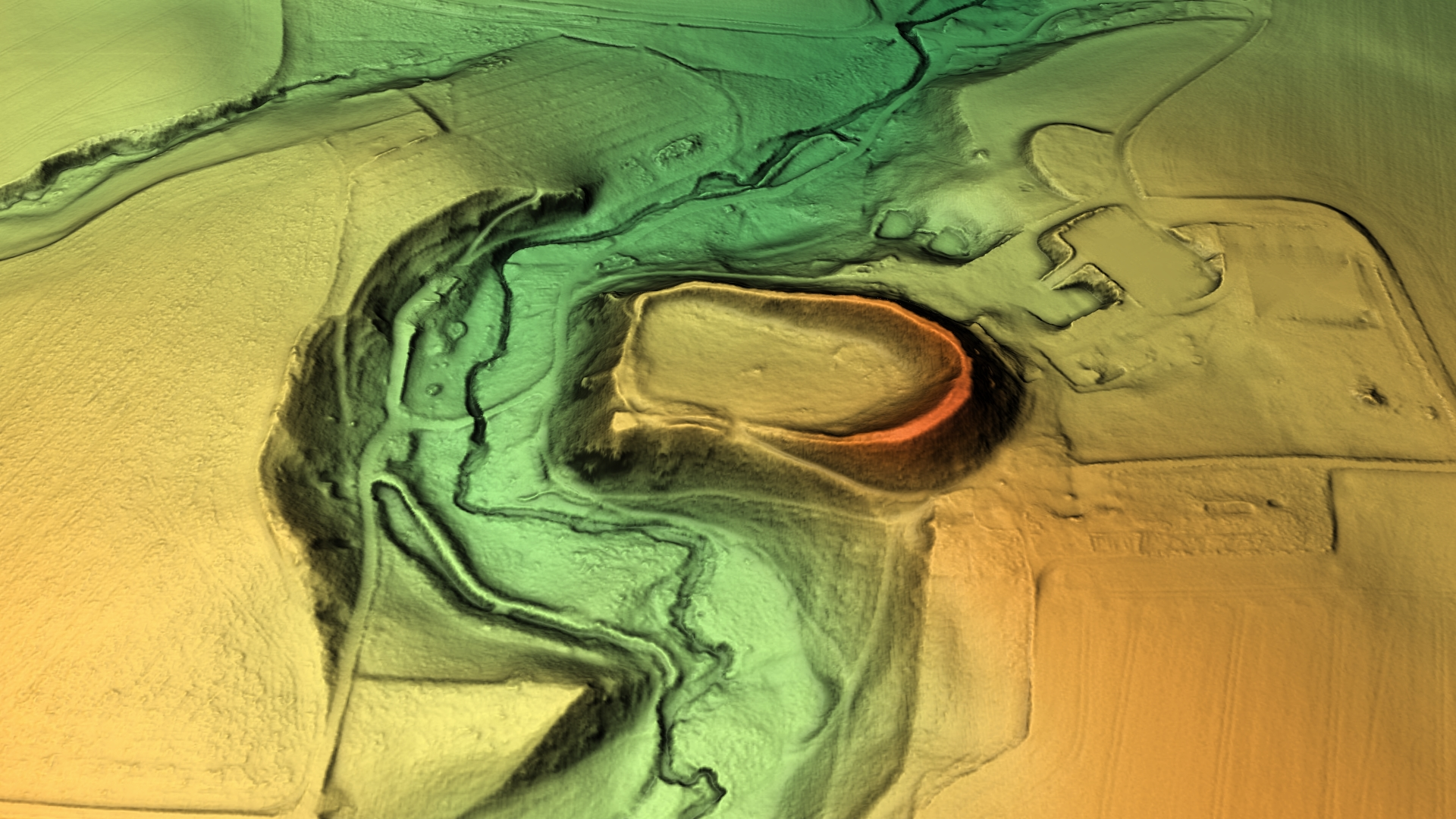
3D-Ansicht des digitalen Geländemodells

Niethen, sorbisch Něćinⓘ, ist ein Dorf im Osten des sächsischen Landkreises Bautzen, das zur Gemeinde Hochkirch gehört. Es zählt zum offiziellen sorbischen Siedlungsgebiet in der Oberlausitz.

## Geografie
Der Ort befindet sich etwa 2,3 Kilometer nordöstlich des Gemeindezentrums Hochkirch auf 210 Metern über dem Meer am Kuppritzer Wasser. Etwas südlich und oberhalb der Siedlung befindet sich das Niethener Gut. Die Nachbarorte sind Rodewitz im Nordwesten, Kohlwesa im Südosten, Pommritz im Südwesten und Wawitz im Westen.
Nach der Siedlungsanlage ist Niethen eine Gutssiedlung.

## Geschichte

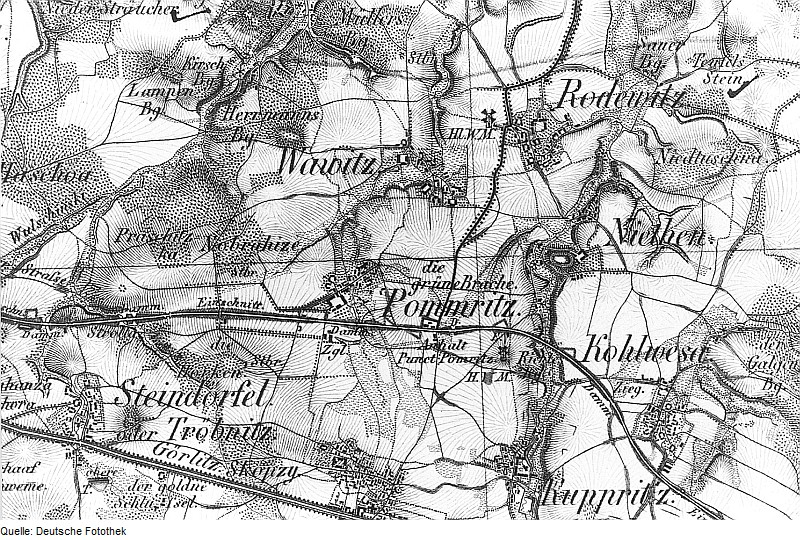
Karte von Oberreit mit Niethen, um 1845

Etwas südlich von Niethen am Kuppritzer Wasser befindet sich eine noch gut erhaltene Schanzenanlage, die zu den größten der Oberlausitz zählt.
1338 wird ein Conradus Nydener erwähnt und kurze Zeit später der Ortsname Nyten (1370), später auch Nethen (1424) oder Nytthen (1545).
Bis zum 1. April 1935 war Niethen eine eigenständige Landgemeinde; dann wurde es zunächst nach Rodewitz und 1965 mit diesem gemeinsam nach Pommritz eingemeindet. Seit 1993 gehört der Ort zur Gemeinde Hochkirch.

## Bevölkerung
Für seine Statistik über die sorbische Bevölkerung in der Oberlausitz ermittelte Arnošt Muka in den achtziger Jahren des 19. Jahrhunderts für den Ort eine Bevölkerungszahl von 125 Einwohnern; davon waren 104 Sorben (83 %) und 21 Deutsche. Seither ist der Anteil der Sorbisch-Sprecher stark zurückgegangen.
Bis 1935 sind für Niethen schwankende Einwohnerzahlen verzeichnet, von 147 im Jahr 1871 bis 75 im Jahr 1910. Danach wird der Ort gemeinsam mit Rodewitz gezählt. Seit 1993 wird Niethen wieder gesondert gezählt, die Einwohnerzahl beträgt seitdem stabil um die 60.
Die gläubigen Einwohner sind zum größten Teil evangelisch-lutherisch. Der Ort ist nach Hochkirch gepfarrt.